# Alphesiboea Linea
L'Alphesiboea Linea è una struttura geologica della superficie di Europa.